# Okręty podwodne typu Ægir
Okręty podwodne typu Ægir – duńskie okręty podwodne z początku XX wieku. W latach 1914–1917 w stoczni Orlogsværftet w Kopenhadze zbudowano pięć okrętów tego typu. Jednostki weszły w skład Kongelige Danske Marine w latach 1915–1917, a z listy floty skreślono je w latach 1933–1940. Trzy wycofane ze służby jednostki zostały samozatopione w Kopenhadze 29 sierpnia 1943 roku, by uniknąć przejęcia przez Niemców.

## Projekt i budowa
Główny konstruktor austro-węgierskiej stoczni Whitehead & Co. w Fiume Marley F. Hay, po przejściu w 1913 roku do szkockiej stoczni William Denny and Brothers w Dumbarton opracował powiększoną wersję swojego wcześniejszego projektu Havmanden, aby pomieścić dodatkową wyrzutnię torpedową. Projekt został zakupiony przez Danię, stając się drugim typem okrętów podwodnych zbudowanym w tym kraju. Powstało pięć jednostek typu Ægir (zwanego także typem B); po utracie w 1916 roku pierwszego duńskiego okrętu podwodnego „Dykkeren” zamówiono szósty okręt, jednak ostatecznie nie został ukończony (budowę przerwano w 1922 roku).
Wszystkie okręty typu Ægir zostały zbudowane w stoczni Orlogsværftet w Kopenhadze . Stępki jednostek położono w latach 1914–1915, a zwodowane zostały w latach 1914–1916.
| Okręt      | Stocznia      | Początek budowy | Wodowanie        | Wejście do służby | Los                                                               |
| ---------- | ------------- | --------------- | ---------------- | ----------------- | ----------------------------------------------------------------- |
| „Ægir”     | Orlogsværftet | 1914            | 8 grudnia 1914   | lipiec 1915       | wycofany 26 kwietnia 1933                                         |
| „Ran”      | Orlogsværftet | 1915            | 30 maja 1915     | październik 1915  | wycofany w 1940, samozatopiony 29 sierpnia 1943, złomowany w 1946 |
| „Triton”   | Orlogsværftet | 1915            | 29 lipca 1915    | marzec 1916       | wycofany w 1940, samozatopiony 29 sierpnia 1943, złomowany w 1946 |
| „Neptun”   | Orlogsværftet | 1915            | 22 grudnia 1915  | październik 1916  | wycofany 26 kwietnia 1933                                         |
| „Galathea” | Orlogsværftet | maj 1915        | 15 kwietnia 1916 | styczeń 1917      | wycofany w 1940, samozatopiony 29 sierpnia 1943, złomowany w 1946 |

## Dane taktyczno-techniczne
Jednostki typu Ægir były niewielkimi, przybrzeżnymi okrętami podwodnymi o konstrukcji jednokadłubowej. Długość całkowita wynosiła 40,6 metra, szerokość 3,7 metra i zanurzenie 2,4 metra. Wyporność normalna w położeniu nawodnym wynosiła 185 ton, a w zanurzeniu 235 ton. Okręty napędzane były na powierzchni przez dwa silniki wysokoprężne o łącznej mocy 450 KM. Napęd podwodny zapewniały dwa silniki elektryczne o łącznej mocy 340 KM. Jeden wał napędowy obracający jedną śrubą umożliwiał osiągnięcie prędkości 13,5 węzła na powierzchni i 9,8 węzła w zanurzeniu. Zapas paliwa płynnego wynosił 8 ton .
Okręty wyposażone były w trzy stałe wyrzutnie torped kalibru 450 mm, bez torped zapasowych (dwie dziobowe i jedna na rufie) .
Załoga pojedynczego okrętu składała się z 11 (później 14) oficerów, podoficerów i marynarzy.

## Służba
Okręty podwodne typu Ægir zostały wcielone do służby w Kongelige Danske Marine w latach 1915–1917 . W 1917 roku uzbrojenie okrętów powiększyło się o działo przeciwlotnicze kalibru 57 mm M1885 L/40 . Większą część służby jednostki spędziły we Flotylli okrętów podwodnych. „Ægir” i „Neptun” zostały wycofane ze służby 26 kwietnia 1933 roku. Pozostałe trzy okręty wycofano ze służby w 1940 roku i trafiły do rezerwy, pełniąc funkcję pływających zbiorników paliwa . 29 sierpnia 1943 roku „Ran”, „Triton” i „Galathea” zostały samozatopione w Kopenhadze, by uniknąć przejęcia przez realizujących operację „Safari” Niemców. Po zakończeniu wojny wraki jednostek podniesiono i złomowano w 1946 roku.